# Carl Holmström
Carl Albert Holmström, född 3 februari 1861, Höreda, höreda församling, död september 1915, Epsom, Epsom and Ewell Borough, Surrey, England, var en ingenjör, verksam i Kina 1896-1900.
Carl var son till skomakare Karl August Holmström (1836-1892) och Karolina Charlotta Jonsdotter (1837-1919). Han kom till Maxim-Nordenfeldts Kentishfabriker, England 1886 där man tillverkade vapen. Företaget hade kopplingar till en annan smålänning, Thorsten Nordenfelt. Tre år senare konstruerade han en semiautomatisk kulspruta och fick så småningom stor framgång med ett annat vapen för engelska marinen. I England träffade han sin blivande fru Katherine Annette Leresche.(1868-1956) som var född i Manchester och de gifte sig 1892 i Croydon. År 1896 hade Carl och Katherine kommit till Kina och var då verksamma i Peking och Shanghai. Året efter, 1897, donerade Carl 100 skulpturer till Nationalmuseum i Stockholm vilka senare hamnade på Östasiatiska museet. Paret fick ett barn innan Kina, Carl Erick (1894-1968) och i Kina föddes Ralph (1899-1968). Carl spelade golf och familjen syntes mycket i Pekings sällskapsliv. Bland annat blev de bekanta med familjen Brazier. År 1900 under Boxarupproret befann sig familjen i Tianjin. Den 16 augusti 1900 hade de lyckats ta sig till Shanghai och reste till Storbritannien. De är med på en bild från 1901 tagen i Aboyne, Skottland, tillsammans med familjen Brazier. År 1903 föddes dottern Helen Flora Georgiana Holmstrom Firth (1903–1985). 1908 var familjen skriven i Epsom, Avenue Road. Carl dog i september 1915 i Epsom där han är begravd.